# Homaloxestis
Homaloxestis is een geslacht van vlinders van de familie Lecithoceridae.

## Soorten
- H. aganacma Diakonoff, 1967
- H. alopecopa Meyrick, 1929
- H. antibathra Meyrick, 1916
- H. briantiella (Turati, 1879)
- H. ceroxesta Meyrick, 1918
- H. cicatrix Gozmany, 1973
- H. cribanota Meyrick, 1910
- H. croceata Gozmany, 1978
- H. cholopis (Meyrick, 1906)
- H. eccentropa Meyrick, 1934
- H. endocoma Meyrick, 1910
- H. hades Gozmany, 1978
- H. hemigastra Meyrick, 1931
- H. hesperis Gozmany, 1978
- H. hilaris Gozmany, 1978
- H. horochlora Meyrick, 1929
- H. horridens Gozmany, 1973

- H. liciata Meyrick, 1922
- H. liochlaena Caradja, 1931
- H. lochitis Meyrick, 1918
- H. mucroraphis Gozmany, 1978
- H. myeloxesta Meyrick, 1932
- H. ochrosceles Meyrick, 1910
- H. orthochlora Meyrick, 1926
- H. pancrocopa Meyrick, 1937
- H. perichlora Meyrick, 1910
- H. plocamandra (Meyrick, 1907)
- H. queribunda Meyrick, 1922
- H. subpallida Meyrick, 1931
- H. tenuipalpella (Snellen, 1903)
- H. turbinata Meyrick, 1910
- H. xanthocharis Meyrick, 1929
- H. xylotripta Meyrick, 1918